# Bare Šumanovića
Bare Šumanovića este un sat din comuna Danilovgrad, Muntenegru. Conform datelor de la recensământul din 2003, localitatea are 124 de locuitori (la recensământul din 1991 erau 128 de locuitori).

## Demografie
În satul Bare Šumanovića locuiesc 97 de persoane adulte, iar vârsta medie a populației este de 41,7 de ani (41,4 la bărbați și 41,9 la femei). În localitate sunt 44 de gospodării, iar numărul mediu de membri în gospodărie este de 2,82.
Populația localității este foarte eterogenă.
|  |

| Demografie | Demografie | Demografie |
| An         | Locuitori  | Locuitori  |
| ---------- | ---------- | ---------- |
|            |            |            |
|            |            |            |
|            |            |            |
|            |            |            |
| 1948       | 226        |            |
| 1953       | 229        |            |
| 1961       | 255        |            |
| 1971       | 146        |            |
| 1981       | 171        |            |
| 1991       | 128        | 128        |
| 2003       | 124        | 124        |

| \| Componența etnică conform recensământului din 2003[2] \| Componența etnică conform recensământului din 2003[2] \| Componența etnică conform recensământului din 2003[2] \| Componența etnică conform recensământului din 2003[2] \| Componența etnică conform recensământului din 2003[2] \| \| ----------------------------------------------------- \| ----------------------------------------------------- \| ----------------------------------------------------- \| ----------------------------------------------------- \| ----------------------------------------------------- \| \| \| \| \| \| \| \| Muntenegreni \| Muntenegreni \| \| 79 \| 63,7% \| \| Sârbi \| Sârbi \| \| 38 \| 30,64% \| \| necunoscută \| necunoscută \| \| 0 \| 0% \| |              |  |    |        |
| Componența etnică conform recensământului din 2003 |              |  |    |        |
| |              |  |    |        |
| Muntenegreni | Muntenegreni |  | 79 | 63,7%  |
| Sârbi | Sârbi        |  | 38 | 30,64% |
| necunoscută | necunoscută  |  | 0  | 0%     |